# Phan (họ)
Phan (chữ Hán: 潘) là một họ tại Trung Quốc, Việt Nam và Triều Tiên (Hangul: 반, Hanja: 潘, phiên âm theo Romaja quốc ngữ là Ban). Phan là họ phổ biến thứ 6 với 4,5% dân số tại Việt Nam.

## Họ Phan Việt Nam

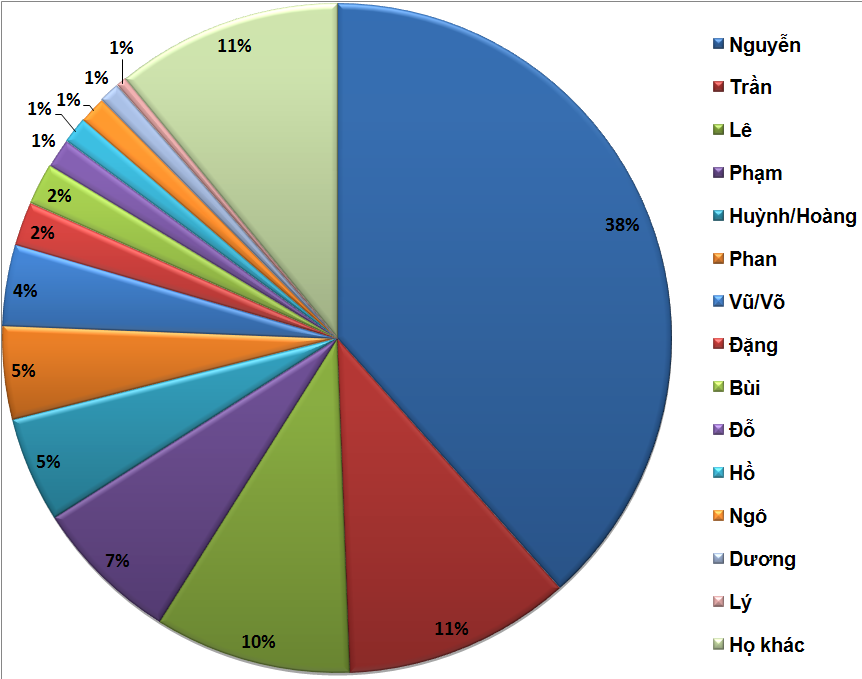
Họ Phan là một trong những họ phổ biến tại Việt Nam (thống kê 2005)

Dòng họ Phan Huy là một chi họ thuộc họ Phan ở Việt Nam, một trong những dòng họ giàu truyền thống văn chương và khoa bảng từ thế kỷ 18. Dòng họ này đã định cư 18 đời từ đầu thế kỷ XVII đến nay ở xã Thạch Châu, huyện Lộc Hà, tỉnh Hà Tĩnh (xưa là làng Thu Hoạch, tổng Canh Hoạch, huyện Thiên Lộc, phủ Đức Quang, trấn Nghệ An). Từ đời Phan Huy Ích thì chuyển đến Sài Sơn, Quốc Oai (thôn Đa Phúc) để định cư.
Dòng họ Phan Sỹ ở huyện Thanh Chương tỉnh Nghệ An là dòng họ định cư từ thế kỷ XVI tới nay, có hai chi nhánh mạnh ở xã Võ Liệt và Thanh Khê là dòng họ hiếu học nổi tiếng, trong hai cuộc kháng chiến đóng góp rất nhiều cho Tổ Quốc, dòng họ có số lượng lớn là lãnh đạo quân đội các cấp.
Dòng họ Phan Bá là một chi họ thuộc họ Phan ở Việt Nam, dòng họ này định cư lâu đời tại thôn Vọng Sơn, xã Tùng Ảnh, huyện Đức Thọ, tỉnh Hà Tĩnh. Đời sống cách đây 10 năm trở về trước con cháu chủ yếu làm nông, ngày nay con cháu được đầu tư học hành, vượt khó đi lên, góp phần xây dựng gia đình, dòng họ, quê hương phát triển.
Dòng họ Phan ở vùng châu Hoan vốn là dòng quý tộc họ Trần sau biến loạn Hồ Quý Ly soán ngôi tìm diệt dòng đích nên phải ẩn tích đổi họ Phan năm 1400.

## Người Việt Nam nổi tiếng

### Triều đại phong kiến

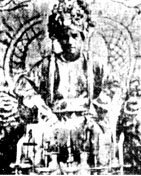
Chân dung Hoàng Đế Phan Xích Long

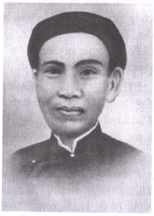
Lãnh tụ khởi nghĩa Phan Đình Phùng

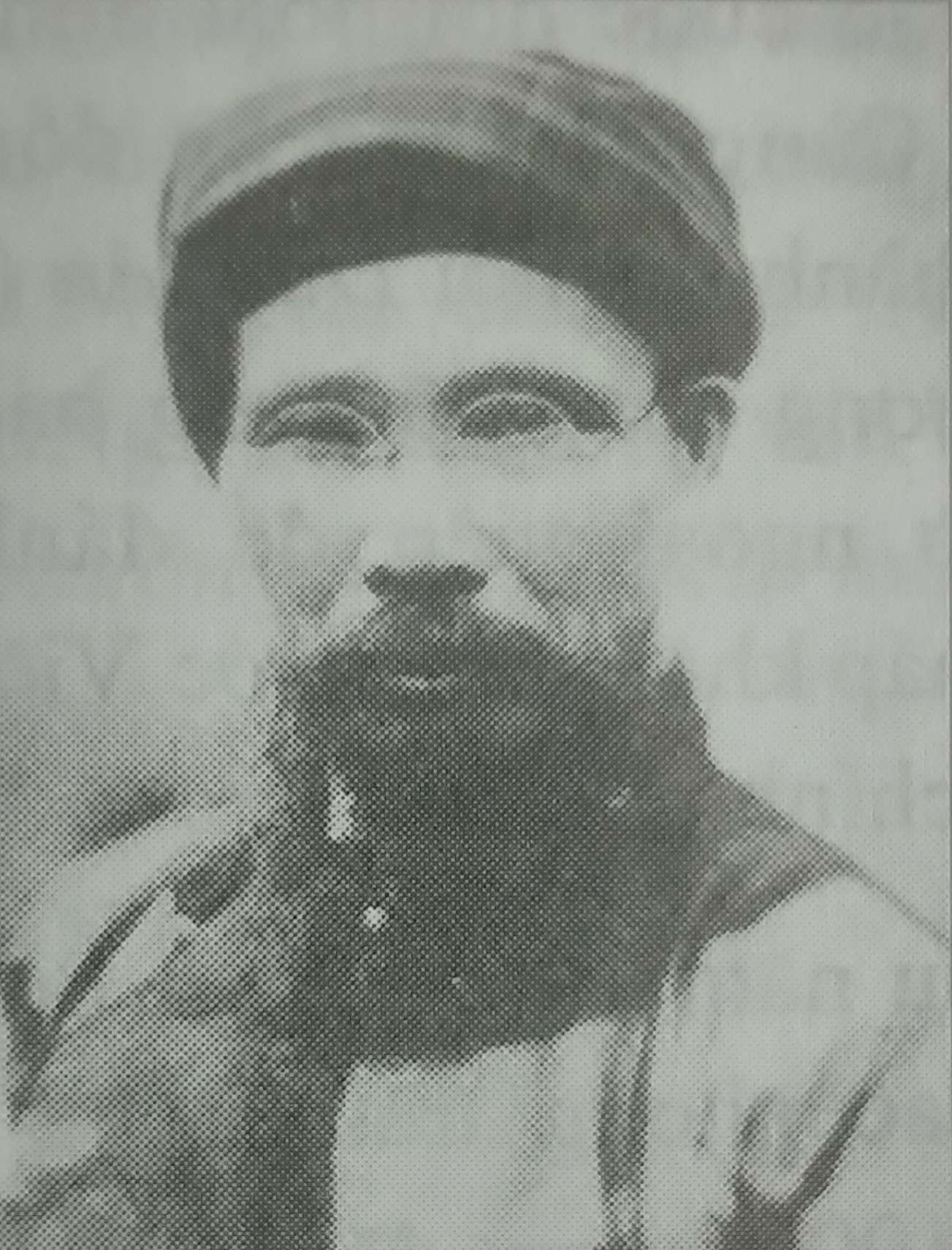
Nhà cách mạng Phan Bội Châu

Phan Xích Long (1893–1916), tên thật là Phan Phát Sanh là người tự xưng là Đông cung thái tử, con vua Hàm Nghi, tự phong là Hoàng đế và được tôn làm thủ lĩnh các hội kín Nam Kỳ, một phong trào kháng Pháp mang màu sắc tôn giáo và tâm linh tại miền Nam Việt Nam ở cuối thế kỷ 19 đến đầu thế kỷ 20.

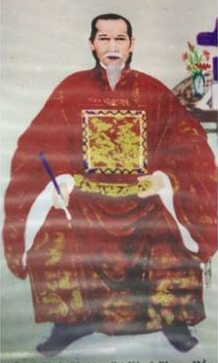
Chân dung Phan Huy Cẩn

### Chính trị gia, tướng lĩnh
- Phan Thanh Giản (1796–1867), đại thần nhà Nguyễn.
- Lê Đức Thọ (1911–1990), tên thật Phan Đình Khải, nhà chính trị, một trong "ba anh em họ Phan"
- Phan Văn Giang (sinh 1960), đại tướng, bộ trưởng bộ Quốc phòng
- Phan Xuân Tuy, Thiếu tướng, PGS, TS., Hiệu trưởng Trường Đại học An ninh nhân dân
- Đinh Đức Thiện (1914–1986), tên thật Phan Đình Dinh, nhà chính trị, một trong "ba anh em họ Phan"
- Mai Chí Thọ (1922–2007), tên thật Phan Đình Đống, nhà chính trị, một trong "ba anh em họ Phan"
- Võ Văn Kiệt (1922–2008), tên thật Phan Văn Hòa, Thủ tướng CHXHCN VN nhiệm kỳ 1991–1997.
- Phan Văn Khải (1933–2018), Thủ tướng CHXHCN VN nhiệm kỳ (1997–2006), cố vấn Hội đồng Phan tộc Việt Nam[3]
- Phan Trọng Tuệ (1917–1991), Thiếu tướng, Tư lệnh đầu tiên của Lực lượng Công an nhân dân Vũ trang; nguyên Phó Thủ tướng Chính phủ Việt Nam Dân chủ Cộng hòa (1974–1975), Bộ trưởng Bộ Giao thông Vận tải.
- Phan Ngọc Tường (1929–1997), nguyên Bộ trưởng Bộ Xây dựng, Trưởng ban Tổ chức Cán bộ
- Phan Diễn (1937), cựu chính trị gia Việt Nam
- Phan Anh (1912–1990), luật sư, bộ trưởng Bộ Quốc phòng Việt Nam đầu tiên trong chính phủ Việt Nam DCCH
- Phan Anh Minh (sinh năm 1959), Thiếu tướng nguyên là Phó Giám đốc Công an Thành phố Hồ Chí Minh (2002–2019)
- Phan Chính Nghị (1476–?) là đô ngự sử thời Lê sơ, đỗ hoàng giáp năm 1511
- Phan Văn Thuý, danh tướng nhà Nguyễn, người chỉ huy khai đào sông Vĩnh Định ở Quảng Trị vào năm 1825.
- Nguyễn Văn Tuyên (hay Phan Văn Tuyên, 1763–1831) võ tướng nhà Nguyễn, được phong tước Tuyên Trung hầu, được vua ban quốc tính đổi sang họ Nguyễn.
- Phan Đình Trạc (sinh 1958), Ủy viên BCH TW ĐCSVN khóa 11, 12, Đại biểu Quốc hội Việt Nam khóa XI, XII, XIII và XIV[4]
- Phan Ngọc Lan, mẹ của Ngô Phương Ly – vợ của Tổng bí thư chủ tịch nước Tô Lâm.
- Phan Trung Kiên (sinh 1946), Thượng tướng QĐNDVN, nguyên Thứ trưởng Bộ Quốc phòng Việt Nam.
- Phan Trung Lý
- Phan Xuân Thủy (Sinh 1966), Phó Ban Tuyên giáo Trung ương Đảng Cộng sản Việt Nam

### Sử gia
- Phan Huy Cẩn là danh thần, nhà sử học thời Lê trung hưng trong lịch sử Việt Nam.
- Phan Phu Tiên (1370–?), nhà sử học thời Hậu Lê
- Phan Huy Ích (1751–1822), quan nghiệp nhà Lê trung hưng, công thần triều Tây Sơn
- Phan Huy Lê (1934–2018), Giáo sư sử học

### Trí thức
- Phan Kính (1715–1761), Đình nguyên Thám hoa
- Phan Hữu Lâm (1855–1907) tổng Võ Liệt Thanh Chương ông đỗ tú tài ân khoa năm 1884 dưới triều đại vua Hàm Nghi, ông nổi tiếng với lòng thương người khi ông là thầy thuốc giỏi luôn giúp đỡ những người khó khăn
- Phan Thúc Trực (1808–1852), hiệu là Hành Quý, Bồ Phong Cẩm Đình, Dưỡng Hạo Hiên, là một Thám hoa triều Nguyễn. Ông cũng là một nhà văn, nhà thơ, nhà sử học, nhà địa lý học trong lịch sử Việt Nam.
- Phan Huy Chú (1782–1840), nhà bách khoa thư thời nhà Nguyễn.
- Phan Trung Điền (1939–2018), Tiến sĩ Khoa học Địa chất – Trầm tích học, nguyên Phó viện trưởng Viện Dầu khí Việt Nam.[5][6]
- Phan Đình Diệu, giáo sư, nhà toán học, nhà khoa học máy tính
- Phan Ngọc (1925–2020), dịch giả, nhà ngôn ngữ học, nhà nghiên cứu văn hóa Việt Nam
- Phan Thuận An (sinh 1940 tại Thừa Thiên Huế), nhà nghiên cứu về Huế
- Phan Khôi (1887–1959), học giả, nhà thơ, nhà văn
- Phan Đức Chính (1936– 2017), Nhà giáo Nhân dân, Phó Giáo sư, tiến sĩ toán học
- Phan Thị Hà Dương (sinh năm 1973), nhà toán học Việt Nam, bà nằm trong danh sách 50 phụ nữ ảnh hưởng nhất Việt Nam 2019 của tạp chí Forbes Việt Nam
- Phan Thành Nam (sinh năm 1985), nhà Toán học, giáo sư (hạng W2) tại Đại học Ludwig Maximilian München, giải thưởng Hội Toán học Châu Âu năm 2020
- Phan Cẩm Thượng, Nhà nghiên cứu, tác giả bộ sách về Văn minh Việt Nam gồm: “Văn minh vật chất của người Việt”, “Tập tục đời người” , “Mày là kẻ nào?”, “Thế kỷ 19–Việt Nam”[7]
- Phan Kế Bính (1875–1921), nhà báo, nhà văn trong thời kỳ Pháp thuộc
- Phan Khoang (1906–1971), nhà sử học, nhà giáo, nhà báo

### Nhà cách mạng
- Phan Đình Phùng (1847–1895), Đình nguyên Tiến sĩ, lãnh đạo phong trào Cần Vương
- Phan Bội Châu (1867–1940), danh sĩ, nhà cách mạng Việt Nam trong thời kỳ Pháp thuộc
- Phan Châu Trinh (1872–1926), nhà cải cách trong thời kỳ Pháp thuộc .
- Phan Tôn, Phan Liêm, hai con trai Phan Thanh Giản, khởi nghĩa chống Pháp ở vùng Ba Tri, Giồng Trôm thuộc tỉnh Bến Tre[8]
- Phan Đăng Lưu (1902–1941), nhà hoạt động cách mạng

### Nghệ thuật
- Phan Thị Thanh Nhàn (sinh 1943), nhà thơ nữ
- Phan Lạc Hoa (1947–1982), nhạc sĩ, tác giả của các bài hát "Tàu anh qua núi" và "Tình yêu trên dòng sông Quan họ"[9]
- Phan Huỳnh Điểu (1924–2015), nhạc sĩ

### Nghệ nhân
- Phan Thị Thuận, Nghệ nhân đầu tiên dệt thành công lụa tơ sen ở Việt Nam[10]
- Phan Tôn Tịnh Hải, chuyên gia ẩm thực[11]

### Khác
- Phan Chí, Phan Khí và Phan Minh, 3 anh em họ Phan thời Hùng Vương, hiện được thờ tại làng Cao Xá, xã Thái Hòa, Nghệ An (di tích quốc gia năm 1994).[12]
- Phan Độc Giác, người đời Lý, hiện được thờ tại làng Cẩm Tú, xã Đông Hoàng, huyện Đông Sơn, tỉnh Thanh Hóa (di tích cấp tỉnh).[13]
- Phan Nhân Tường (1514–1556) là vị quan thời Lê Trung Hưng, ông đậu Tiến sĩ khoa Bính Ngọ năm Nguyên Hòa thứ 14 (1546), đời vua Lê Trang Tông. Ông làm quan trải qua 4 đời vua Lê, được thăng đến chức Giám sát ngự sử, Tri thẩm hình viện.
- Phan Bá Vành (?–1827), lãnh tụ cuộc khởi nghĩa nông dân ở Sơn Nam Hạ thời vua Minh Mạng.
- Phan Văn Trị (1830–1910), nhà thơ cận đại
- Phan Đình Bình (1831–1888), danh sĩ, đại thần đời vua Tự Đức. Cha của Thái hậu Phan Thị Điều.
- Phan Trọng Mưu (1851–?), tham gia cuộc khởi nghĩa Hương Khê chống Pháp của Phan Đình Phùng

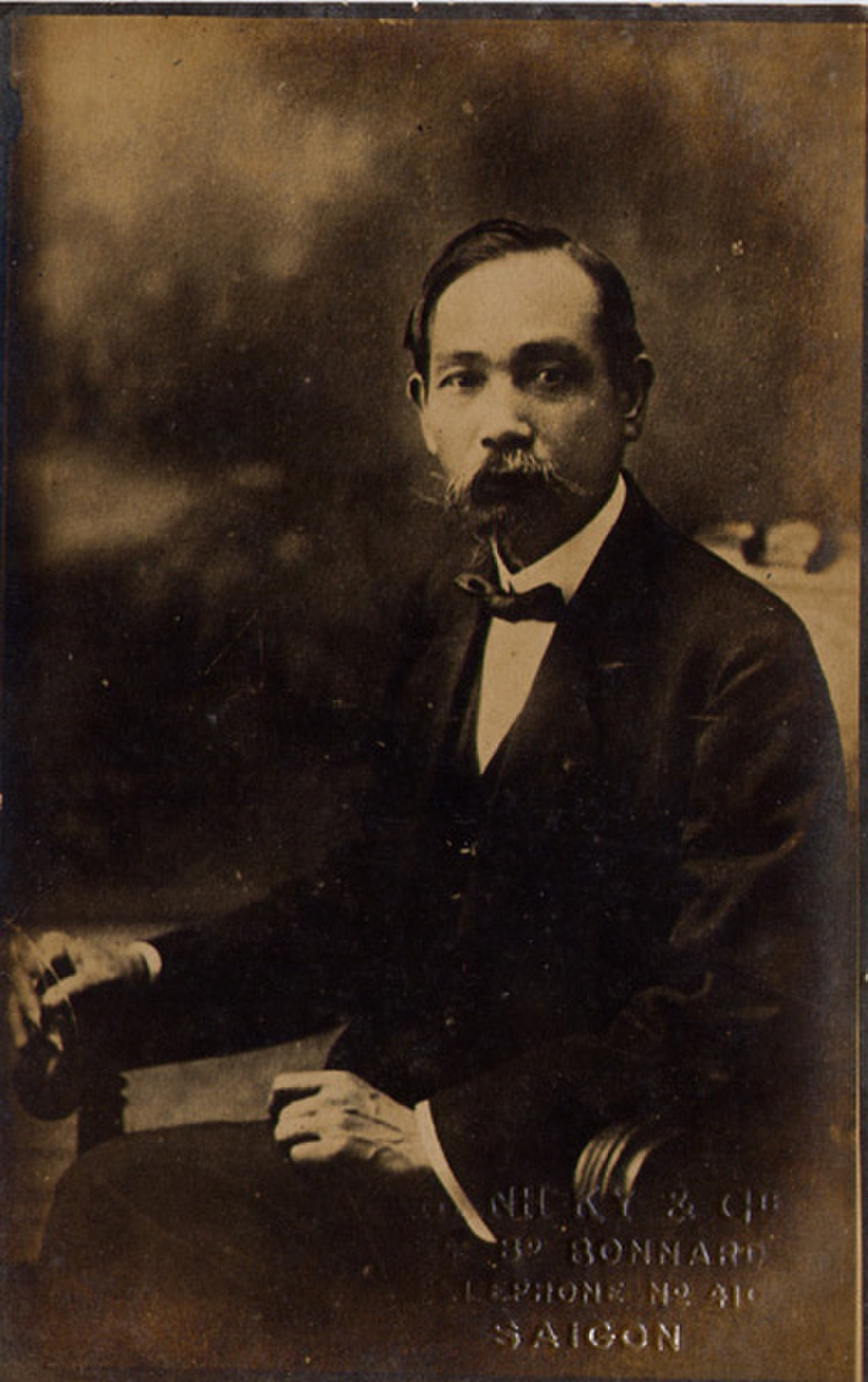
Nhà văn, nhà chính trị Phan Châu Trinh

- Phan Thị Kháng, phong hiệu Ngũ giai Nhàn tần, phi tần của vua Thiệu Trị nhà Nguyễn.
- Phan Thị Điều, tôn hiệu Từ Minh Huệ hoàng hậu, phủ thiếp của vua Dục Đức, mẹ của vua Thành Thái.
- Phan Thúc Duyện (1873–1944), chí sĩ yêu nước trong Phong trào Duy Tân tại Việt Nam
- Phan Kế Toại (1892–1973), nhân sĩ yêu nước, Phó Thủ tướng Việt Nam Dân chủ Cộng hòa
- Phan Xích Long (1893–1916), thủ lĩnh các hội kín Nam Kỳ
- Phan Văn Hùm (1902–1946), lãnh tụ phong trào Cộng sản Đệ Tứ tại Việt Nam
- Phan Khắc Sửu (1905–1970), nhà hoạt động chính trị, quốc trưởng Việt Nam Cộng hòa
- Phan Thanh (1908–1939), nhà hoạt động dân chủ, tổng thư ký Hội truyền bá Quốc ngữ
- Phan Huy Quát (1908–1979), bác sĩ, nhà hoạt động chính trị, Thủ tướng, Tổng trưởng quốc phòng Việt Nam Cộng hòa.
- Hoàng Hữu Nam (1911–1947), tên thật Phan Bôi, nhà chính trị, em trai Phan Thanh.
- Phan Văn Vàng (?–?) là võ quan nhà Nguyễn và là người đầu tiên khám phá và gieo trồng thành công giống lúa sạ tại An Giang

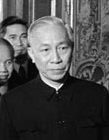
Nhà chính trị Lê Đức Thọ (tức Phan Đình Khải)

- Phan Mỹ (1914–1987), luật sư, bộ trưởng trong chính phủ Việt Nam DCCH
- Phan Khắc Khoan (1916–1998), nhà giáo, nhà viết kịch, nhà thơ
- Chế Lan Viên (1920–1989), Tên thật Phan Ngọc Hoan, nhà thơ, nhà văn hiện đại nổi tiếng ở Việt Nam
- Phan Đình Giót (1922–1954), anh hùng lực lượng vũ trang nhân dân, hy sinh trong chiến dịch Điện Biên Phủ
- Phan Kế An (1923–2018), họa sĩ nổi tiếng
- Phan Vũ (sinh 1926), đạo diễn, nhà thơ, nhà báo, họa sĩ
- Phan Trọng Luận (1927–2013), Giáo sư, Nhà giáo Nhân dân
- Phan Tứ (1930–1995), nhà văn, tên thật là Lê Khâm, không phải người họ Phan
- Phan Cự Đệ (1933–2007), giáo sư, viện sĩ, nhà lý luận, phê bình văn học
- Phan Văn Đông (?–2012) Thiếu tướng Công an nhân dân Việt Nam
- Phan Văn Đường (1921–1998) sĩ quan cấp cao của Quân đội Nhân dân Việt Nam
- Phan Văn Đáng (1919–1997) nhà cách mạng và chính khách Việt Nam
- Phan Sang (1931–2010), phóng viên ảnh thể thao.[14]

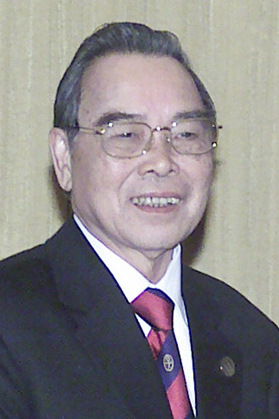
Thủ tướng Việt Nam Phan Văn Khải

- Phan Thế Phương (1934–1991), anh hùng lao động thời kì đổi mới
- Phan Lương Cầm (sinh 1943), giáo sư, nhà khoa học, trường ĐH Bách Khoa Hà Nội
- Phan Kim Kỳ (1947–1998), anh hùng lực lượng vũ trang nhân dân, trong kháng chiến chống Mỹ.
- Phan Trung Hoài
- Phan Thị Vàng Anh (sinh 1958), nữ nhà văn và nhà thơ Việt Nam, con của Chế Lan Viên
- Phan Huyền Thư (sinh 1972), nữ nhà thơ Việt Nam, con của ca sĩ Thanh Hoa và Phan Lạc Hoa
- Phan Quốc Kinh (1937–2019), tiến sĩ, dược sĩ, cha đẻ thuốc Berberin.[15]
- Phan Thị Mỹ Tâm (sinh 1981) nữ ca sĩ nổi tiếng Việt Nam
- Mai Phương (diễn viên) tên thật Phan Thị Mai Phương, diễn viên, ca sĩ nhạc trẻ Việt Nam
- Ái Phương tên thật là Phan Lê Ái Phương, diễn viên điện ảnh, ca sĩ nhạc trẻ Việt Nam
- Phan Văn Đức (sinh 1996) cầu thủ bóng đá Việt Nam
- Phan Thị Hà Thanh (sinh 1991) nữ vận động viên Olympic Việt Nam
- Phan Khắc Chí, cầu thủ futsal

## Người Trung Quốc nổi tiếng
- Phan Chương (chữ Hán: 潘璋; bính âm: Pan Zhang), tướng nhà Đông Ngô thời Tam Quốc
- Phan An (chữ Hán: 潘安): Ông là một nhà văn nổi tiếng thời Tây Tấn, được biết đến với vẻ đẹp trai "nghiêng nước nghiêng thành" đến mức có câu thành ngữ "đẹp như Phan An" ở Trung Quốc. Ông cũng nổi tiếng về tài năng văn học.
- Phan Mỹ (chữ Hán: 潘美): là tướng lĩnh đầu đời Bắc Tống trong lịch sử Trung Quốc. Ông là nguyên mẫu của nhân vật phản diện Phan Nhân Mỹ trong các tiểu thuyết thông tục hay các vở Kinh kịch có chủ đề Dương gia tướng.
- Phan Ngọc Lương (chữ Hán: 潘玉良, bính âm: Pan Yuliang), Nữ họa sĩ nổi tiếng của Trung Quốc.
- Phan Vỹ Bá (tiếng Trung Phồn thể: 潘瑋柏, Giản thể: 潘玮柏, Bính âm: Pān Wěibó), là một ca sĩ, diễn viên nổi tiếng người Đài Loan.
- Phan Kim Liên là nhân vật trong tiểu thuyết Thủy hử.

## Người Triều Tiên nổi tiếng
- Ban Ki–moon (Hán–Việt: Phan Cơ Văn; chữ Hán: 潘基文), tổng thư ký Liên Hợp Quốc nhiệm kỳ 2007–2016